# 75 лет Великой Победы: общая ответственность перед историей и будущим
75 лет Вели́кой Побе́ды: о́бщая отве́тственность пе́ред исто́рией и бу́дущим — статья президента России Владимира Путина, опубликованная первоначально на английском языке 18 июня 2020 года в «The National Interest».
В статье автором разбираются причины и события предшествующие Второй мировой войне, роль в ней Советского Союза, присоединение Прибалтики к СССР, отторжение от Польши и присоединение к СССР Западной Украины и Западной Белоруссии, приводится очередная своеобразная трактовка экспансионистской политики и 
военных агрессий со стороны СССР предвоенного периода, приводятся сведения о вкладе СССР в победу антигитлеровской коалиции над Германией и её союзниками, а также затрагиваются вопросы памяти о Второй мировой войне.

Государственный герб Союза Советских Социалистических Республик до 1991 года, в котором был использован интегрированный в его дизайн логотип коммунистического III Интернационала (серп и молот на фоне земного шара)

Логотип III Интернационала, международной организации полностью финансируемой руководством СССР, призывающей к мировой революции во всех странах планеты в соответствии с популистским лозунгом «Пролетарии всех стран, соединяйтесь!»

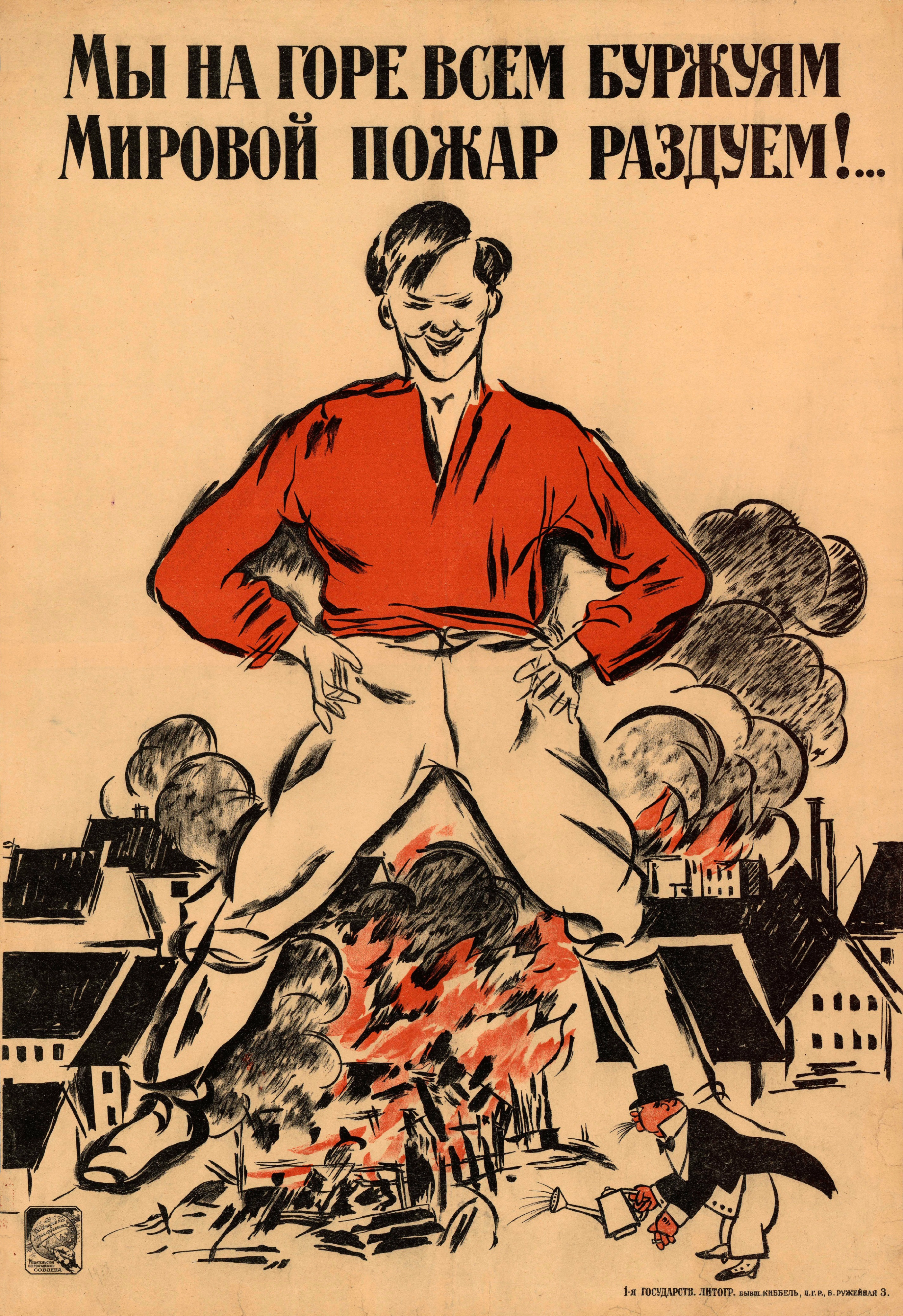
Советский пропагандистский плакат 1918 года, (художник А. Зеленский, слова из поэмы А. Блока «Двенадцать»)

В статье Путин призвал другие страны провести саммит для решения международных проблем, а также опубликовать «как это делает Россия в последние годы» архивные документы о войне. Статья вызвала ряд откликов (в том числе критических).

## Причины написания статьи
Путин в статье отметил, что решил её написать после беседы в 2019 году с руководителями стран СНГ. В статье причины сформулированы так:

Наша ответственность перед прошлым и будущим — сделать все, чтобы не допустить повторения страшных трагедий. Поэтому посчитал своим долгом выступить со статьей о Второй мировой и Великой Отечественной войнах. Не раз обсуждал эту идею в беседах с мировыми лидерами, встретил их понимание. В конце прошлого года, на саммите руководителей стран СНГ, мы все были едины: важно передать потомкам память о том, что победа над нацизмом была одержана прежде всего советским народом, что в этой героической борьбе — на фронте и в тылу, плечом к плечу — стояли представители всех республик Советского Союза. Тогда же говорил с коллегами и о непростом предвоенном периоде.

Этот разговор вызвал большой резонанс в Европе и мире. Значит, обращение к урокам прошлого действительно необходимо и злободневно. Вместе с тем было и много эмоций, плохо скрываемых комплексов, шумных обвинений. Ряд политиков по привычке поспешили заявить о том, что Россия пытается переписать историю. Однако при этом не смогли опровергнуть ни единого факта, ни одного приведенного аргумента. Разумеется, трудно, да и невозможно спорить с подлинными документами, которые, к слову, хранятся не только в российских, но и в зарубежных архивах
Путин — не единственный европейский политик, который писал в 2020 году на историческую тематику. В 2020 году в «Шпигель» появилась статья о 75-летии окончания войны, которую написали совместно министр иностранных дел Германии Хайко Маас и сопредседатель российско-немецкой комиссии историков Андреас Виршинг.

## Публикация статьи
Статья была опубликована 18 июня 2020 года в «The National Interest» изначально на английском языке. Затем русскоязычный текст статьи был опубликован «Российской газетой» и ТАСС.

## Содержание статьи
Владимир Путин начал с того, что вспомнил историю своей семьи: ушедшего на фронт отца и умершего в блокадном Ленинграде брата Витю.

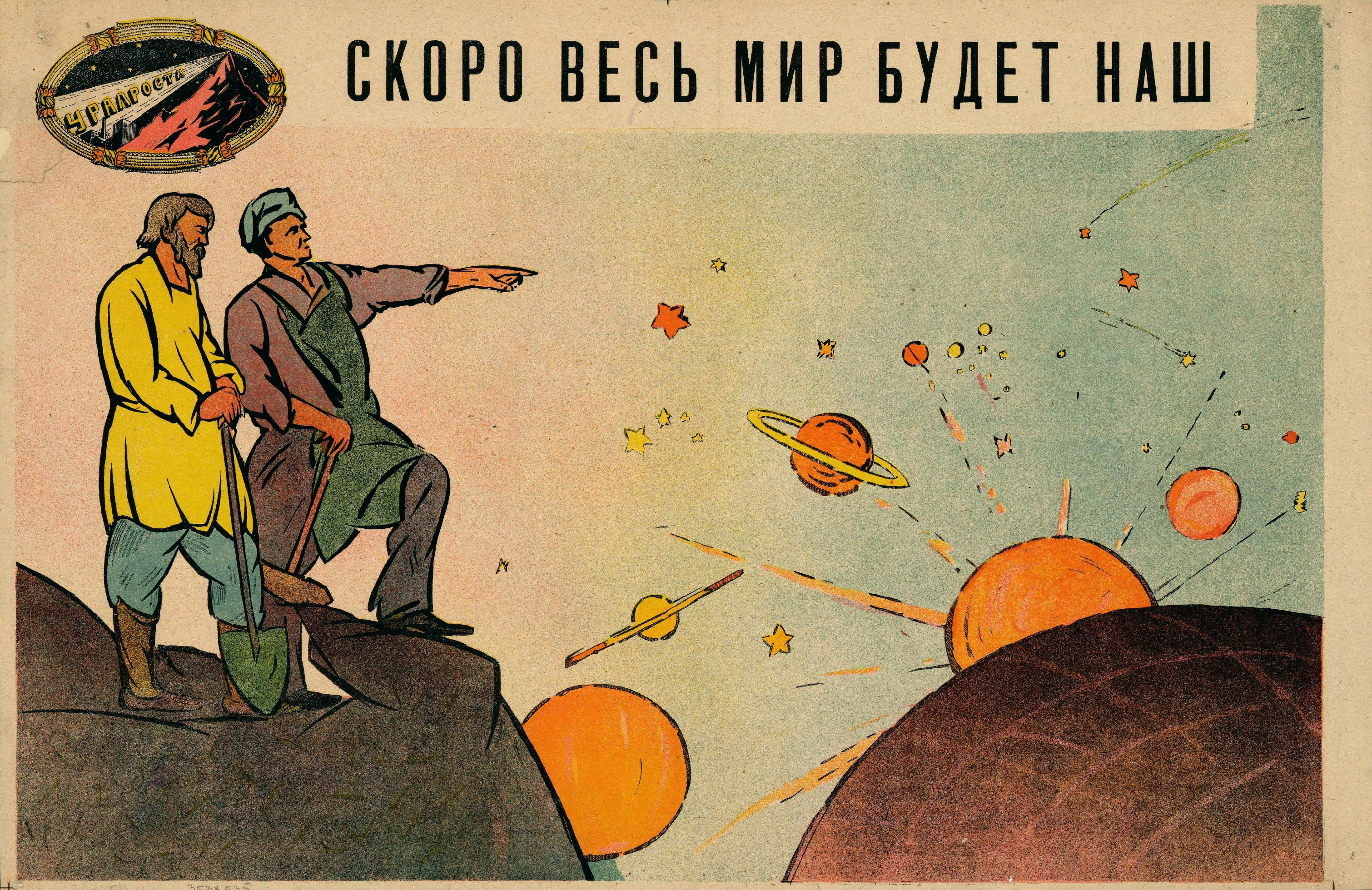
Плакат «Скоро весь мир будет наш». Художник Л. В. Саянский. Екатеринбург, 1920 год

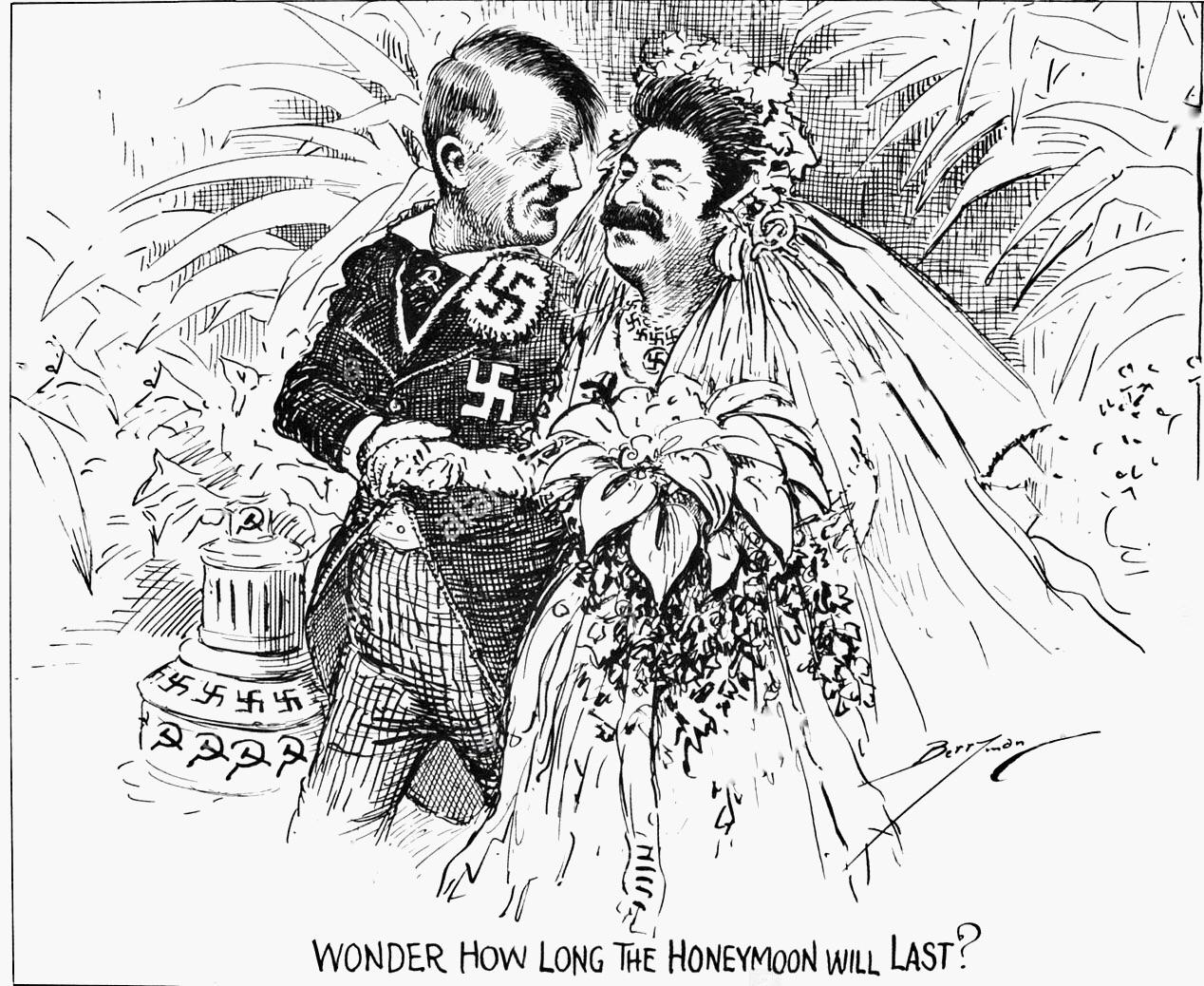
«Интересно, сколько продлится медовый месяц?». Клиффорд Берримен. («The Washington Star», октябрь 1939)

В статье Путин дал следующие оценки исторических событий:
- Главной причиной Второй мировой войны стал якобы именно Версальский договор 1919 года;
- Мюнхенское соглашение (его Путин осудил) стало «спусковым крючком», после которого война в Европе стала практически неизбежной;
- СССР до последней возможности старался использовать любой шанс для создания антигитлеровской коалиции, «несмотря на двуличную позицию стран Запада»;
- Неизбежность ввода советских войск в сентябре 1939 года на территорию Западной Белоруссии и Западной Украины «являлась объективной исторической необходимостью»;
- Присоединение Прибалтики к СССР (присоединение обозначено словом «инкорпорация») якобы соответствовало нормам «международного и государственного права»;
- По мнению Путина, не существовало никакой дружбы между гитлеровской Германией и СССР.

Оценка пакта Молотова — Риббентропа в статье такая же, которую Путин дал в 2009 году в ходе визита в Польшу.
В статье приведены следующие факты об участии СССР в войне:
- Потери Красной армии в Ржевской битве — более 1,3 млн человек (эта цифра оглашена впервые);
- На СССР пришлось около 75 % «военных усилий антигитлеровской коалиции»;
- «СССР потерял каждого седьмого из своих граждан, Великобритания — одного из 127, а США — одного из 120 человек»;

В статье даются оценки современной международной политики. В частности, Путин отмечает, что право вето со стороны постоянных членов Совета безопасности ООН — «единственная разумная альтернатива прямому столкновению крупнейших стран».
Путин осудил резолюции международных органов, которые обвиняют СССР в развязывании войны наравне с Германией. Также Путин назвал «подлостью» отсутствие в списке стран антигитлеровской коалиции СССР в официальных заявлениях по поводу 75-ти летия Победы. Кроме того, Путин сообщил, что в России создается крупнейшая коллекция архивных материалов по истории Второй мировой войны.
Предложения, высказанные в статье:
- Призыв ко всем государствам открыть все архивы и опубликовать ранее неизвестные документы, связанные с войной «как это делает Россия в последние годы». Путин сообщил о готовности к «совместным исследовательским проектам ученых-историков»;
- О готовности провести «при первой возможности» встречу пяти ядерных держав — России, США, Великобритании, Франции и Китая;
- Провести глобальный саммит по развитию коллективных начал в мировых делах, сохранению мира, укреплению глобальной и региональной безопасности, контролю над стратегическими вооружениями и иным вопросам.

Доктор исторических наук Алексей Миллер отметил, что главным в статье является заявление Путина о готовности к взаимоуважительному диалогу, обращённое к участникам антигитлеровской коалиции. Об этом Путин говорил в январе 2020 года в Иерусалиме.

## Расхождения в версиях статьи
Существует расхождение между англоязычной (более ранней) и русскоязычной (более поздней) версиями статьи. В англоязычном варианте указано, что в Ржевской битве погибло 1 154 968 человек, а в русскоязычной версии говорится о 1 342 888 жертвах этого сражения. Пресс-секретарь Путина Дмитрий Песков объяснил это расхождение ошибкой и сообщил, что статья перед публикацией на русском языке дорабатывалась.

## Оценки статьи
Статья вызвала ряд оценок со стороны политиков и историков. Доктор исторических наук Олег Будницкий отметил статью оценил как прежде всего политическую, но интересную:

Это статья на историческую тему, написанная политиком. Вот. И прежде всего, конечно, с политическими целями. Хотя там есть и некоторые интересные, между прочим, с моей точки зрения идеи и информация
Одобрительно о статье отозвались некоторые видные российские политики — председатель Совета Федерации Валентина Матвиенко, дипломат Александр Яковенко и другие.
За первые пять дней на статью отреагировал ряд американских, израильских и европейских СМИ (оценки были от положительных до резко негативных): Radio Liberty, Associated Press, The Daily Telegraph, Agence France Press, Le Figaro, Die Welt, Jerusalem Post и другие.
Доктор исторических наук Алексей Миллер отметил, что можно «изучать реакцию на эту статью Путина как упражнение в войнах памяти».

### Оценки политиков и политологов
Председатель Совета Федерации Валентина Матвиенко заявила следующее:

….эта статья должна стать для всех нас в нашей работе с молодежью, в школах, с избирателями руководством к действию. Как бы ни злились наши оппоненты — им не все там нравится, — но это факты, исторические факты, подтвержденные документами
Директор Департамента национальной безопасности канцелярии премьер-министра Польши Станислав Жарын заявил:

«Война памяти», которую продолжает Россия, направлена на то, чтобы обелить позорное советское прошлое, стереть из коллективной памяти тот факт, что во время войны Сталин и Гитлер вступили в сговор друг с другом, и подкрепить миф о том, что Советский Союз — единственный победитель нацистской Германии
Российский дипломат Александр Яковенко одобрил статью, выступил за «дальнейшее развитие по-настоящему коллективных начал в мировой политике» и призвал другие страны прислушаться к «голосу разума».
Немецкий политолог Александр Рар заявил, что у статьи Путина были две «стратегические цели»:
- «призвать западных пропагандистов и политиков-невежд предоставить право спорить о Второй мировой войне историкам»;
- показать Западу, что «с точки зрения России, историю нельзя использовать как оружие».

### Заявления правительств других стран
О статье Путина выпустили свои заявления власти некоторых стран. Министерства иностранных дел Эстонии и Латвии выступили с заявлениями о том, что Путин исказил исторические факты, а в статье «в целом оправдывается агрессивная внешняя политика Советского Союза».
Министерство иностранных дел Латвии выпустило заявление с критической оценкой статьи:

Министерство иностранных дел Латвии категорически отвергает высказанное 19 июня сего года суждение президента Российской Федерации В. Путина, которое содержится в статье «75 лет Великой Победы: общая ответственность перед историей и будущим». Балтийские страны были оккупированы и аннексированы противоправно, с применением угроз и военных провокаций. СССР нарушил свои установленные в международных договорах обязательства и осуществил акт агрессии. Суверенная воля народа была сфальсифицирована посредством фальшивых выборов. Иллюзорная автономия Балтийских стран в условиях советской оккупации была только прикрытием преступной политики советского режима, которую определяло руководство советского государства и коммунистической партии в Москве. Хотя президент В. Путин высказывает поддержку решению Съезда Народных депутатов, который 24 декабря 1989 года осудил секретный протокол к пакту Молотова — Рибентропа, в целом агрессивная внешняя политика Советского Союза оправдывается.

С сожалением следует констатировать, что органы власти современной России по-прежнему не готовы объективно оценивать ответственность советского режима за развязывание Второй мировой войны и бесчисленные преступления против народов Европы, России и соседних с ней стран.
Представитель Министерства иностранных дел Великобритании в ответ на статью отметил, что Победу удалось одержать благодаря совместным усилиям союзников и отдельным странам не следует переписывать историю в своих собственных интересах.

### Реакция международных организаций
В статье Путина говорится о роли ООН. В ответ заместитель официального представителя генерального секретаря ООН Фархан Хак сообщил, что имеют место определённые трудности, связанные с отсутствием единства между ключевыми странами (в том числе членами Совета безопасности ООН).

### Оценки профессиональных историков
Специалист по Польше доктор исторических наук Альбина Носкова положительно оценила статью Путина:

Отличная статья, очень обоснованная, все аргументировано. Материал построен на многочисленных архивных документах — как советских, так и зарубежных. У меня как историка, который занимается Второй мировой войной, нет никаких претензий к автору — не политику, а именно историку.

Данные тезисы не новые только в своей общей форме. Да, они произносятся людьми, но последние знают фразу, но не знают документов. Статья ценна именно тем, что президент вводит в научный оборот достаточно много ранее не известных документов даже мне, историку-полонисту. Ведь нам не все было доступно.
Среди позитивных моментов статьи Путина доктор исторических наук Олег Будницкий отметил «чёткое напоминание, что СССР дал правовую и моральную оценку пакта Молотова — Риббентропа». Будницкий отметил, что не согласен с оценкой Путина насчет значения пакта Молотова — Риббентропа для СССР, но считает, что такое несовпадение точек зрения является нормальным. Будницкий отметил, что нападение Германии на Польшу последовало бы даже в отсутствие пакта Молотова — Риббентропа. «Тяжелый вопрос» «инкорпорации» Прибалтики в СССР, по словам Будницкого, «полностью соответствует букве». Включению Прибалтики в СССР посвящен один абзац, который, по словам Будницкого, «написан очень аккуратно» и не содержит «ни одного оборота и выражения, которые можно было бы оспорить с точки зрения формальной».
Научный сотрудник «Яд Вашем» Арон Шнеер назвал статью «очень серьёзной, объективной, доказательной».
Заместитель председателя оппозиционной партии ПАРНАС, востоковед, доктор исторических наук Андрей Зубов посчитал неверными следующие выводы статьи Путина:
- Оценка Версальского договора как несправедливого. Зубов считает, что договор правильно признал Германскую империю ответственной за развязывание Первой мировой войны. Зубов указывает, что Германия как страна-агрессор должна была компенсировать нанесенный войной ущерб, причем сумма репараций «многократно» снижалась и в итоге достигла 34 млрд долларов. Эту сумму Зубов считает не гигантской и отмечает, что она выплачивалась «очень постепенно и разнообразно (продукцией заводов, арендой кораблей и т. п.)»;
- Зубов возразил против утверждения Путина о том, что «прямо или косвенно западные государства, прежде всего, Великобритания и США … по сути, толкали немецкий народ к новой войне». В противовес Зубов указывал на «жесточайшие ограничения, которые были наложены на германскую армию и военно-морской флот Версальскими соглашениями»;
- Зубов возразил против тезиса Путина о том, что Версальская система создала «произвольно оформленные победителями в Первой мировой войне границы новых европейских государств», после которых «начались территориальные споры и взаимные претензии, которые превратились в „мины замедленного действия“». Зубов указал, что Версальская система сделала все возможное для того, чтобы разрешение территориальных споров «носило исключительно мирный и ненасильственный характер»: в «спорных зонах» (Шлезвиг, Силезия, Восточная Пруссия, Юлийская Крайна, Триест и другие) были проведены плебисциты[a][22]. По результатам плебисцитов состоящие из незаинтересованных государств комиссии определили новые границы. И во многих случаях по воле местных жителей, спорные территории частично оставались в составе Германии. По мнению Зубова, «произвольности» в демаркации границ не было;
- Зубов критиковал тезис о том, что «Лига наций, в которой доминировали державы-победительницы — Великобритания и Франция, продемонстрировала свою неэффективность и просто потонула в пустых разговорах». При этом Зубов признал, что «Лига Наций не смогла предотвратить агрессию ни Германии, ни Японии, ни Италии, ни СССР»;
- Зубов критиковал тезис Путина о том, что в 1939 году «военно-политическая верхушка Польши к 17 сентября сбежала на территорию Румынии». По мнению Зубова, «польское командование и правительство… предполагали… в Карпатах, сохранять плацдарм для контрнаступления, которое могло бы начаться, после наступления союзников на Западных рубежах Германии» и только после известия о «вторжении Красной армии в Польшу, президент Игнаций Мостицкий и его правительство, сочли, что дальнейшее сопротивление агрессорам теряет смысл, и 18 сентября выехали из Польши в нейтральную Румынию, где и были интернированы в Черновцах».
- Об инкорпорации Прибалтики;
- О том, что не «двухдневный визит в Москву нацистского министра иностранных дел Риббентропа — главная причина, породившая Вторую мировую войну».

Главный редактор журнала «Историк» Владимир Рудаков опубликовал в «Историке» статью «Война и мир: взгляд Путина». Рудаков отметил:

В своей недавней статье, посвященной вопросам исторической памяти, Президент России сформулировал подходы, которые разделяет абсолютное большинство граждан нашей страны
Статью Путина Рудаков оценил как «серьезный аналитический труд, имеющий отношение не только к прошлому, но и к сегодняшнему и к завтрашнему дню».
Немецкий историк Карл Шлёгель сообщил, что не увидел в статье Путина «ничего нового», отметил, что президент России «использует интерпретацию истории в качестве инструмента своей сегодняшней политики» и раскритиковал описание процесса присоединения Прибалтики к СССР в статье Путина:

Это подтасовка реальной ситуации, от которой волосы встают дыбом. Был протокол, было согласование сфер влияния, было военное давление, было создание военных баз, было управляемое сверху всенародное голосование. Он ставит с ног на голову все, что произошло между 1 сентября 1939 года и 22 июня 1941 года. Это, по сути, сводит на нет всю проделанную за последние 30 лет историческую работу и ведет Россию в историко-политический тупик.
Украинский историк, кандидат исторических наук Яна Примаченко отметила, что в статье Путина «использованы стандартные аргументы советской историографии, которая возлагала основную ответственность за разжигание Второй мировой войны на западные страны». По словам Примаченко, в статье Путина «история является всего лишь инструментом для продвижения российской повестки на международной арене».

## Использование статьи во внешней политике России

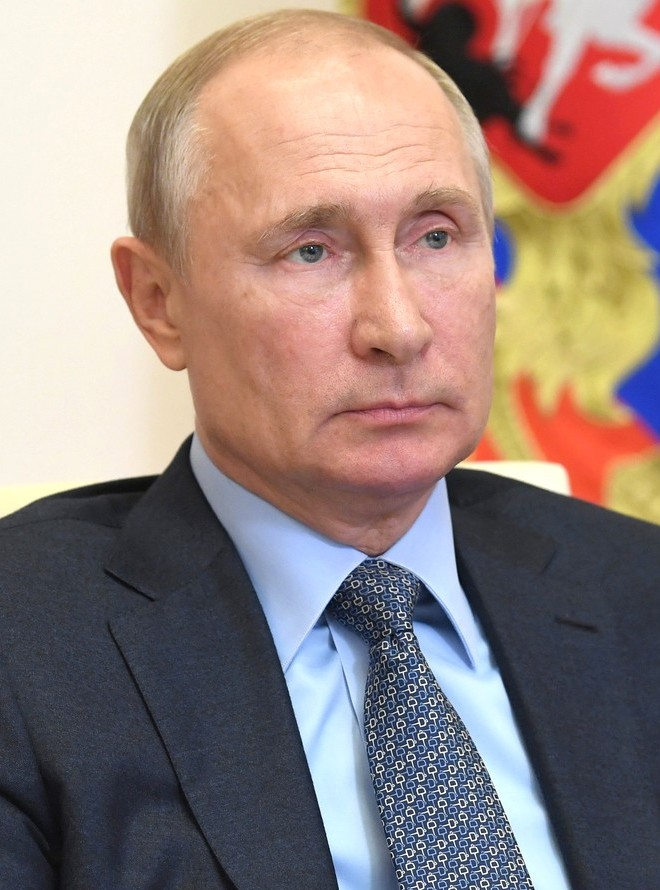
Владимир Путин в 2020 году

Доктор исторических наук Алексей Миллер высказался о порядке и языке публикации как «об очевидном организационном провале» и отметил следующее:
- Изначальная публикация текста на английском языке, хотя некоторые фрагменты (в частности, рассказ о подвиге 6-й роты) и начало текста были ориентированы на русскоязычного писателя. По мнению Миллера, статью надо было сначала опубликовать на русском языке, а американской публике представить лишь «сжатый и фокусированный вариант»;
- Неудачный выбор «The National Interest» как места для публикации. Миллер отметил, что публикация в таком издании с точки зрения public relations «крайне неудачный заход»;
- Англоязычный текст написан человеком, для которого английский язык не является родным языком;
- Неудачно выбран момент для обращения к американской аудитории, так как в США в июне 2020 года были иные проблемы (в частности выборы президента страны).

Посольство России в Германии перевело статью Путина на немецкий язык (перевод был опубликован на сайте посольства) и силами своей пресс-службы 22 июня 2020 года разослало перевод немецким историкам с предложением «в будущем использовать статью Владимира Путина для подготовки исторических материалов».

## Интересные факты
- Высказывалось мнение, что статья Путина содержит неподтвержденную цитату, приписываемую Адольфу Гитлеру[27]. Пресс-секретарь Путина Дмитрий Песков отверг это утверждение, заявив следующее: «Всё, что используется в этой статье, является не передачей чьих-то слов, а прямым цитированием документов из архивов»[27].
- Цитата[какая?] из статьи Владимира Путина приведена в печатной версии журнала «Родина» в статье 4-х историков (Сергея Девятова, Юрия Борисёнка, Валентина Жиляева и Ольги Кайковой), озаглавленной «Секретный „терминал“ для Большой тройки» (причем цитата выделена крупным шрифтом и вместе с иллюстрациями вынесена отдельно от основного текста статьи)[28].
- На территории Китая (но не в Гонконге[29]) в июне 2020 года был заблокирован перевод данной статьи Путина на китайский язык[30].

### Комментарии
1. ↑  Итальянский историк международных отношений Эннио ди Нольфо на основе анализа договоров по итогам Первой мировой войны называет только один плебисцит (в Верхней Силезии 1921 года), а остальные территории, отошедшие от Германии и Австро-Венгрии привел как просто присоединенные к государствам (в частности, привел Римский договор 24 января 1924 года, разделивший Вольный город Фиуме между Италией и Королевством сербов, хорватов и словенцев

1. 1 2 3 4 5 6 7 8 9  Краткий пересказ статьи Владимира Путина о Второй мировой войне. Дата обращения: 22 июня 2020. Архивировано 21 июня 2020 года.
2. 1 2  75 лет Великой Победы: общая ответственность перед историей и будущим. Дата обращения: 22 июня 2020. Архивировано 26 июня 2020 года.
3. 1 2 3 4 5 6 7  «За двумя зайцами». Дата обращения: 21 июля 2020. Архивировано 24 июня 2020 года.
4. ↑  Keine Politik ohne Geschichte. Дата обращения: 27 июля 2020. Архивировано 27 июля 2020 года.
5. ↑  Новоселова Е. Разные войны? // Российская газета. — 2020. — № 163 (8217). — С. 3.
6. ↑  «Отпор попыткам исказить историю». Зарубежные СМИ о статье Путина про Вторую мировую войну. Дата обращения: 22 июня 2020. Архивировано 20 июня 2020 года.
7. ↑  Статья Владимира Путина об истории Второй мировой войны. Полный текст. Дата обращения: 22 июня 2020. Архивировано 23 июня 2020 года.
8. 1 2  Кремль объяснил расхождения в версиях статьи Путина на разных языках. Дата обращения: 23 июня 2020. Архивировано 24 июня 2020 года.
9. 1 2 3 4 5 6  Тезисы Владимира Путина о Второй мировой войне. Дата обращения: 22 июня 2020. Архивировано 25 июня 2020 года.
10. ↑  «Преподал Западу урок». Как в мире оценили статью Путина о Второй мировой? Дата обращения: 23 июня 2020. Архивировано 23 июня 2020 года.
11. ↑  Матвиенко: Статья Путина о войне должна стать настольной книгой для молодежи. Дата обращения: 22 июня 2020. Архивировано 24 июня 2020 года.
12. ↑  В Польше обвинили Путина в манипуляциях с историей после статьи о Второй мировой. lenta.ru. Дата обращения: 22 июня 2020. Архивировано 21 июня 2020 года.
13. ↑  Коллективная ответственность или «Назад в будущее!» Дата обращения: 22 июня 2020. Архивировано 23 июня 2020 года.
14. ↑  Александр Рар: Статья Владимира Путина — призыв к Западу не играть с историей. Дата обращения: 22 июня 2020. Архивировано 24 июня 2020 года.
15. ↑  Кремль назвал предсказуемой реакцию Запада на статью Путина о войне. Дата обращения: 23 июня 2020. Архивировано 24 июня 2020 года.
16. ↑  Заявление Министерства иностранных дел. Министерство иностранных дел Латвийской республики (19 июня 2020). Дата обращения: 22 июня 2020. Архивировано 23 июня 2020 года.
17. ↑  В МИД Великобритании ответили на статью Путина о Второй мировой войне. Дата обращения: 23 июня 2020. Архивировано 24 июня 2020 года.
18. ↑  В ООН признали собственную неэффективность после слов Путина. Дата обращения: 23 июня 2020. Архивировано 25 июня 2020 года.
19. ↑  «Главное — предупредить возможность новой мировой войны»: о чём статья Владимира Путина? Дата обращения: 23 июня 2020. Архивировано 26 июня 2020 года.
20. ↑  Израильский историк оценил статью Путина о Второй мировой войне. Дата обращения: 28 июня 2020. Архивировано 30 июня 2020 года.
21. ↑  Андрей Зубов. О новой исторической статье г-на Путина. Дата обращения: 31 декабря 2020. Архивировано 31 декабря 2020 года.
22. ↑  Нольфо Э. ди. История международных отношений 1918—1999. — М.: Логос, 2003. — С. 72 — 92.
23. 1 2  Рудаков В. Н. Война и мир: взгляд Путина // Историк. — 2020. — № 7 — 8 (67 — 68). — С. 6.
24. ↑  Немецкий историк о том, что его шокировало в статье Путина о войне. Дата обращения: 2 мая 2022. Архивировано 7 февраля 2022 года.
25. 1 2  Примаченко Я. Вторая мировая: история на службе геополитических планов Кремля. LIKБЕЗ. Історичний фронт (9 июля 2020). Дата обращения: 11 июля 2020. Архивировано 12 июля 2020 года.
26. ↑  Немецких ученых возмутил совет посольства РФ использовать статью Путина. Дата обращения: 2 мая 2022. Архивировано 24 февраля 2022 года.
27. 1 2  Кремль отреагировал на замечание о цитате Гитлера в статье Путина. Дата обращения: 23 июня 2020. Архивировано 24 июня 2020 года.
28. ↑  Журнал «Родина». — 2020. — № 7. — С. 11.
29. ↑  В Совфеде оправдали запрет статьи Путина в Китае. Дата обращения: 10 октября 2020. Архивировано 29 сентября 2020 года.
30. ↑  Китай заблокировал статью Путина о Второй мировой войне. Дата обращения: 10 октября 2020. Архивировано 13 октября 2020 года.